# Port lotniczy Nantong
Port lotniczy Nantong (IATA: NTG, ICAO: ZSNT) – port lotniczy położony w Nantong, w prowincji Jiangsu, w Chińskiej Republice Ludowej.

## Linie lotnicze i połączenia
| Linia Lotnicza            | Kierunek |
| ------------------------- | --- |
| 9 Air                     | 1. Guiyang |
| Air China                 | 1. Pekin 2. Pekin-Daxing 3. Chengdu-Tianfu |
| Air Travel                | 1. Hulun Buir 2. Kunming |
| Cambodia Airways          | 1. Phnom Penh |
| China Eastern Airlines    | 1. Changsha 2. Kunming |
| China Southern Airlines   | 1. Dalian 2. Guangzhou 3. Jieyang 4. Zhuhai |
| Colorful Guizhou Airlines | 1. Guiyang 2. Hanzhong |
| Donghai Airlines          | 1. Changchun 2. Changsha 3. Chengdu-Tianfu 4. Chongqing 5. Dalian 6. Guilin 7. Haikou 8. Jeju 9. Kunming 10. Quanzhou 11. Sanya 12. Shenzhen 13. Yichang 14. Zhuhai                                                                                                   |
| Hebei Airlines            | 1. Pekin-Daxing 2. Shijiazhuang |
| Kunming Airlines          | 1. Kunming |
| Qingdao Airlines          | 1. Changchun 2. Fuzhou |
| Shenzhen Airlines         | 1. Pekin 2. Chengdu-Tianfu 3. Chongqing 4. Dalian 5. Guangzhou 6. Guiyang 7. Harbin 8. Hongkong 9. Makau 10. Nanning 11. Osaka-Kansai 12. Qingdao 13. Quanzhou 14. Sanya 15. Shenyang 16. Shenzhen 17. Taiyuan 18. Tiencin 19. Xiamen 20. Xi’an 21. Yantai 22. Zhuhai |
| Sichuan Airlines          | 1. Chengdu-Shuangliu 2. Wuhan |
| Tianjin Airlines          | 1. Urumczi |
| Tibet Airlines            | 1. Xi’an |
| Xiamen Air                | 1. Changchun 2. Changsha 3. Fuzhou 4. Harbin 5. Hohhot |